# 克拉西利夫
克拉西利夫（烏克蘭語：Красилів），亦译为克拉西洛夫，是乌克兰西部赫梅利尼茨基州赫梅利尼茨基區克拉西利夫市镇内的城市及该市镇的行政中心，2020年7月18日前为克拉西利夫區的行政中心。該市面積28平方公里，海拔高度291米，2022年人口数量为18,356人，人口密度每平方公里656人。

## 图集

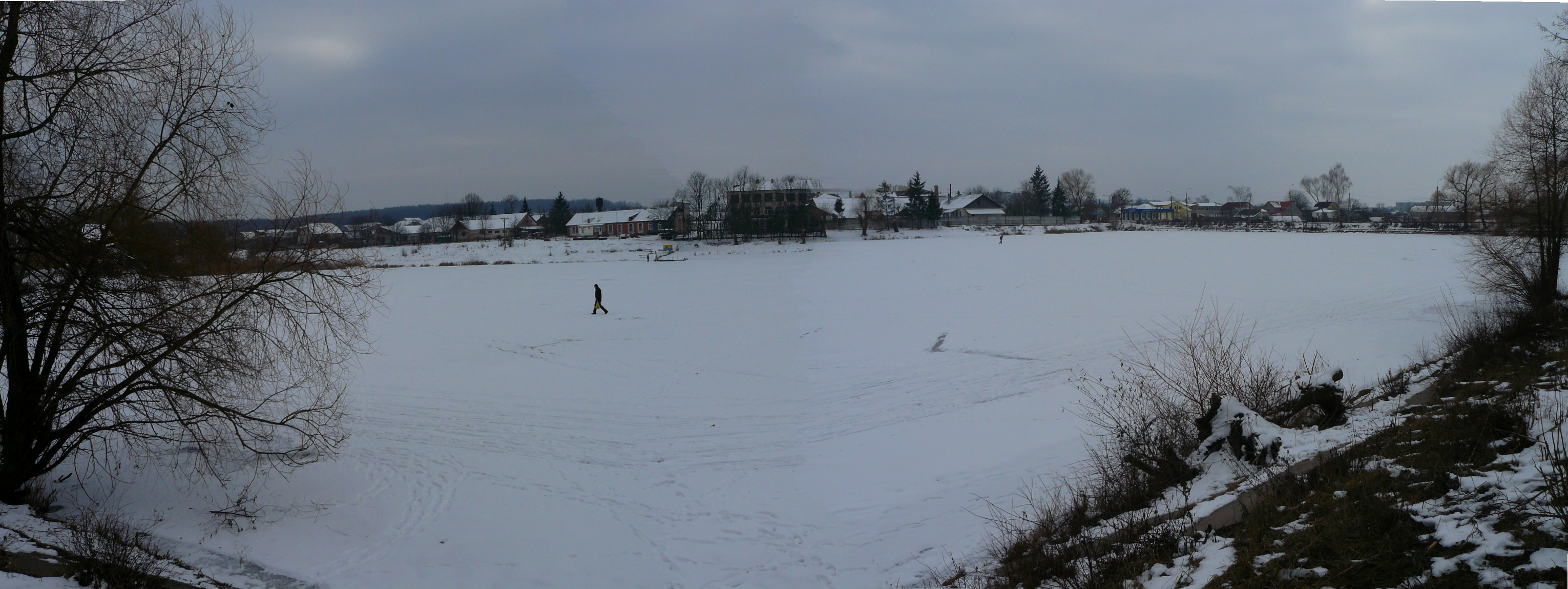
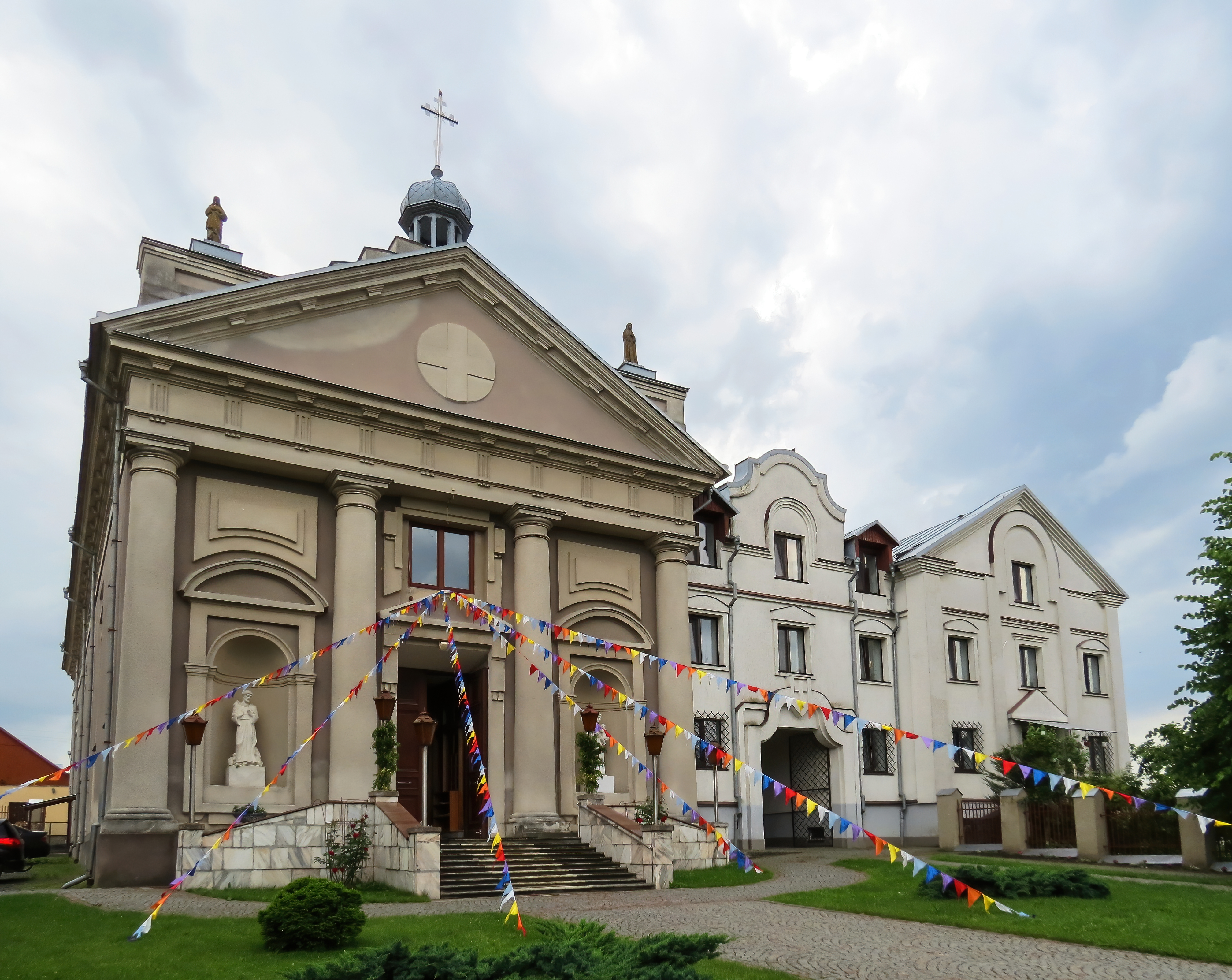
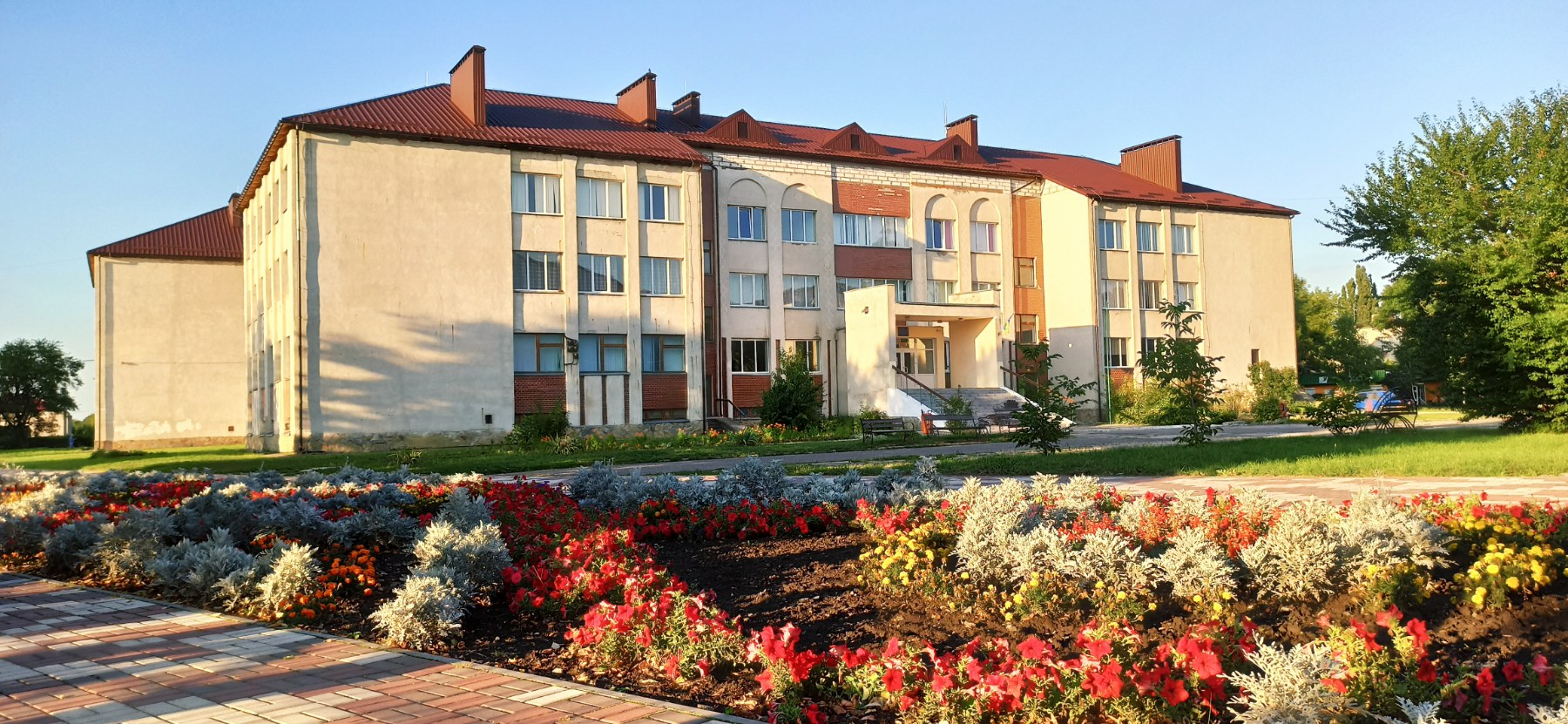
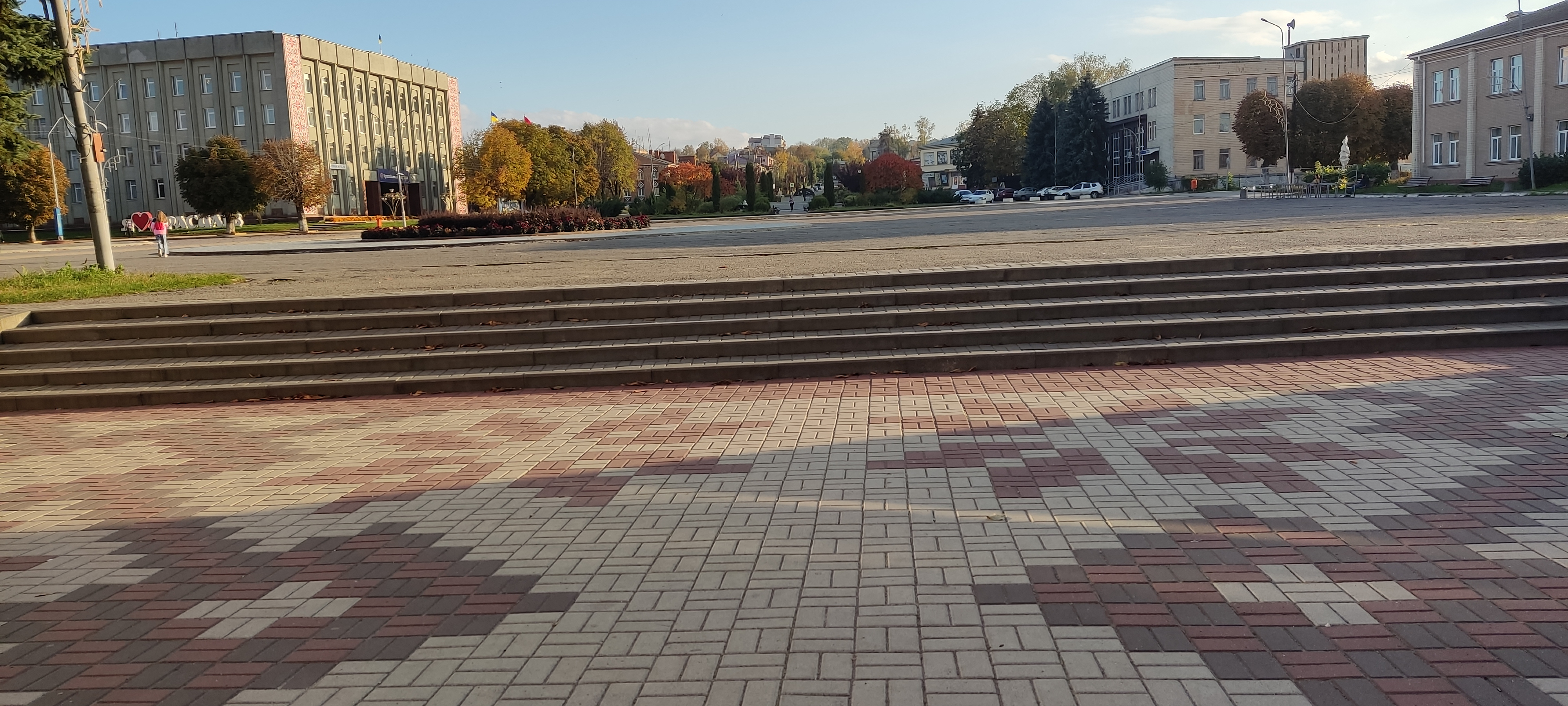
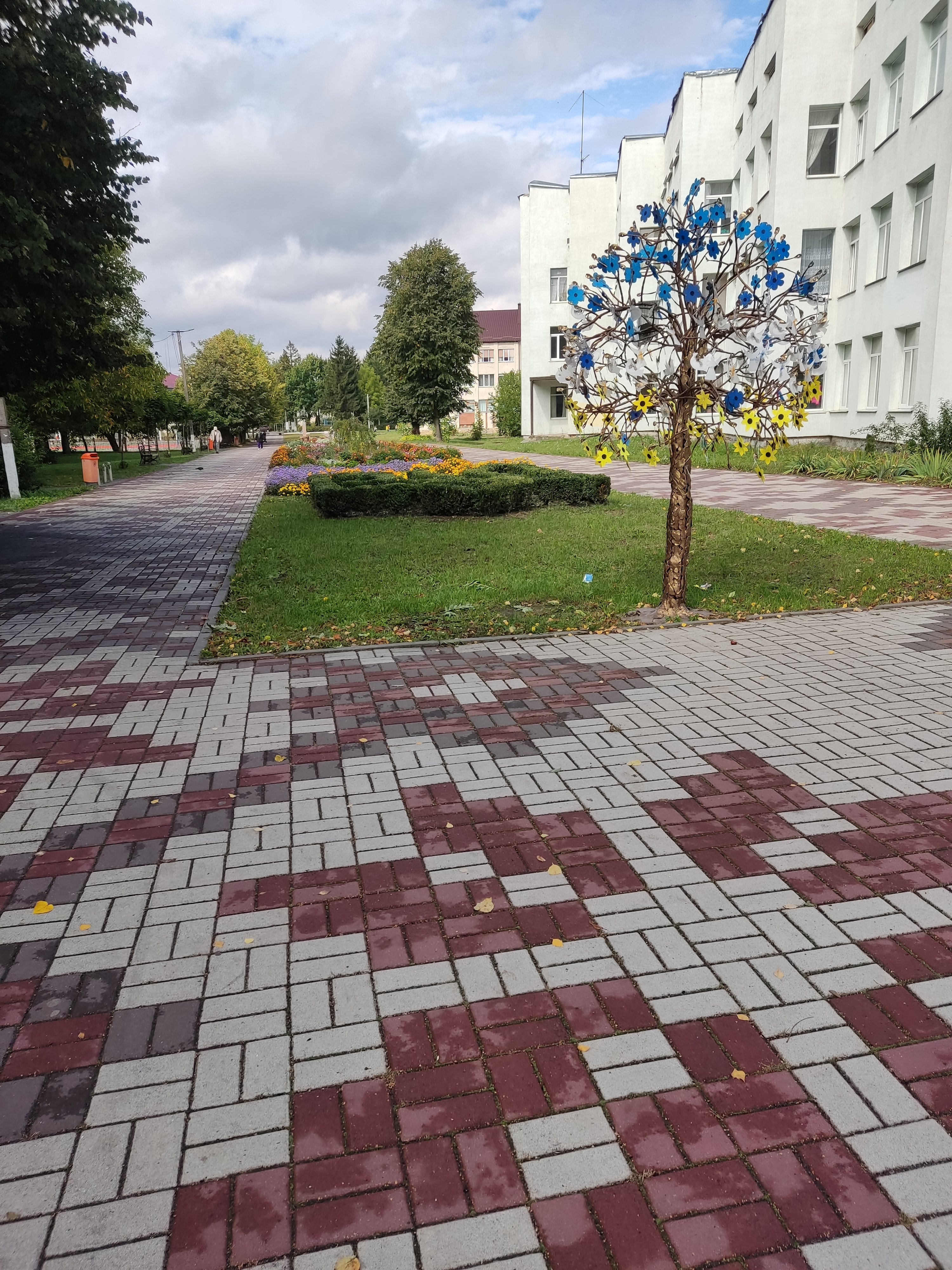
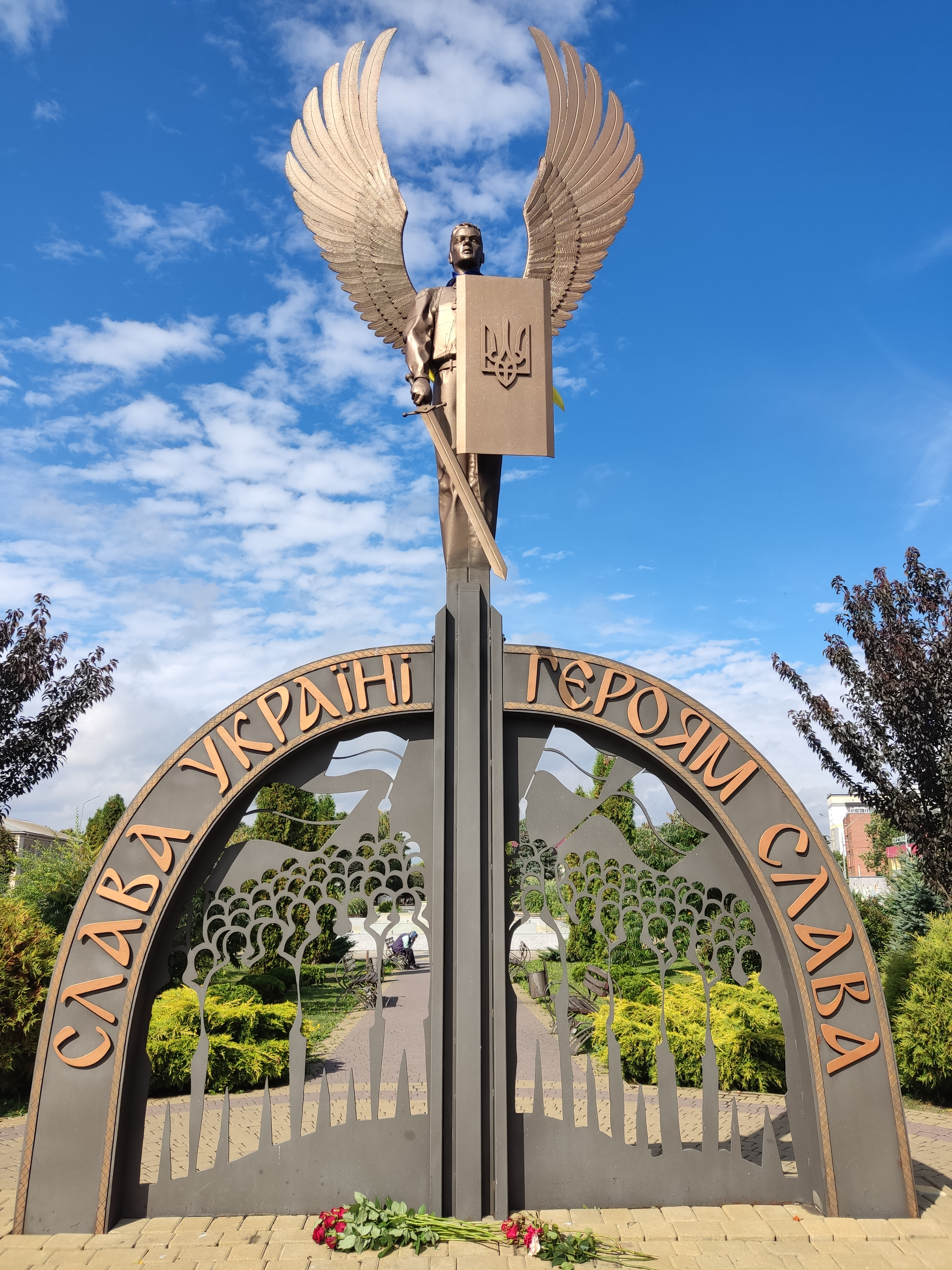

## 來源
1. ↑  . 北京: 中国地图出版社. 2023. ISBN 9787520431699.
2. ↑   (PDF).   [2023-01-04]. （原始内容存档 (PDF)于2022-08-10）.